# Детка (фильм, 2004)
«Детка» (англ. Honey Baby) — драматический фильм в жанре роуд-муви 2004 года режиссёра Мики Каурисмяки. Главные роли исполнили Генри Томас, Ирина Бьёрклунд и Хельмут Бергер. Фильм вышел в кинотеатрах Германии 12 января 2006 года, но с 2004 года его демонстрировали на многочисленных кинофестивалях. Это совместное производство Финляндии, Германии, Латвии и России.

## Сюжет
Русская Наташа не желает выходить замуж за влиятельного немца Карла и поэтому под разными предлогами уклоняется от свадьбы.
Тем временем неудачливый американский певец Том Брэкетт гастролирует по Германии и Восточной Европе. На концерте в Калининграде он знакомится с сбежавшей Наташей. Они влюбляются друг в друга и отправляются в Санкт-Петербург. Они переживают приключения и преуспевают в углублении своих отношений. Однако Наташа не рассказала Тому о своем прошлом, поэтому разрыв происходит, когда они встречают в Санкт-Петербурге Карла, который гонится за ними двумя.

### Идея сюжета
В основе сюжета лежит греческая легенда об Орфее и Эвридике. Жена Орфея Эвридика была нимфой. Когда Аристей попытался ее изнасиловать и она убежала от него, согласно рассказу Вергилия в «Георгике», она умерла от укуса змеи, по его вине. Орфей спустился в подземный мир, чтобы убедить бога Аида вернуть ему возлюбленную, пением и игрой на своей лире. Его искусство было настолько велико, что его просьба была фактически удовлетворена – но при условии, поставленном Аидом и Персефоной, что ему будет разрешено идти вперед в верхний мир и не оглядываться в поисках ее. Поскольку он не услышал шагов Эвридики, он оглянулся, и она исчезла обратно в подземный мир.
В картине «Детка» роль Орфея играет Том, а роль Эвридики — Наташа. Карл же представляет Аида.

## В ролях
| Кари Вяэнянен      | … | Энрико       |
| Хельмут Бергер     | … | Карл/Аид     |
| Генри Томас        | … | Том          |
| Ирина Бьёрклунд    | … | Наташа       |
| Питер Франце       | … | Официант     |
| Мария Каурисмяки   | … | медсестра    |
| Кай Визингер       | … | Ульрих       |
| Белла Б.           | … | Мартин       |
| Елена Горбунова    | … | Дай это      |
| Катерина Голанова  | … | Ольга        |
| Александр Радзевич | … | Белло        |
| Кенни Хант         | … | близнец Тома |

## Восприятие
«Современный роуд-муви, приближающийся к финалу саги об Орфее и Эвридике, приобретает особую привлекательность, особенно благодаря цветовой драматургии. Игра актеров также убедительна, но фильм теряет достоверность в тех сценах, в которых искусство певца должно очаровывать».
– Lexikon des internationalen Films,
«Детка» — это роуд-муви с блестящим саундтреком и необычными образами, которым финский режиссер Мика Каурисмяки придает свой типично странный стиль».
– Kino.de,
«Прекрасные образы роуд-муви резко контрастируют с деревянной игрой героя «Инопланетянина» Генри Томаса в роли Тома, а нелепые диалоги делают все остальное».
– Cinema.
По мнению критика Арто Паюкаллио, несмотря на клише и ошибки, фильм спасает моральный романтизм. Фильм представляет собой ностальгию поколений, хотя и напоминает фильмы 1980-х годов, изображающие период поиска молодых людей. Работы оператора Тимо Салминена получили высокую оценку<ref name="tvm">AL: Päivän elokuvia.